# Pyroppia arctica
Pyroppia arctica är en kvalsterart som beskrevs av Krivolutsky 1974. Pyroppia arctica ingår i släktet Pyroppia och familjen Ceratoppiidae. Inga underarter finns listade i Catalogue of Life.